# Racibor (imię)
Racibor, Raciborz, Recibor – staropolskie imię męskie, złożone z członów Raci- („wojna”, „walczyć, wojować”) oraz -bor („walczyć, zmagać się”). Mogło oznaczać „walczący w wielu wojnach”. Od imienia pochodzi nazwa miasta Racibórz.
Racibor imieniny obchodzi 29 sierpnia.
Znane osoby noszące to imię:
- Racibor I – książę pomorski
- Racibor białogardzki – książę białogardzki